# Victoria Escrivá Palacios
Victoria Escrivá Palacios, més coneguda com Vivi Escrivá (València, 1939) és una il·lustradora valenciana, guardonada amb el Premi Nacional d'Il·lustració el 2021.
Va estudiar a l'acadèmia de Belles Arts de Sant Carles, i a la de San Fernando a Madrid. Comença en la il·lustració en la dècada del 1970, guanyant el premi Lazarillo el 1980, i va il·lustrar una obra guardonada amb el Premi Nacional de Literatura Infantil posteriorment. Treballà per a TVE a programa Un globo, dos globos, tres globos. L'any 2000 la Fundació Germán Sánchez Ruipérez elegí una obra seua com una de les cent obres destacades de literatura infantil espanyola del segle XX.